# Промислова мережа
Промислова мережа (англ. fieldbus)  — це цифрова, двонаправлена, багатоточкова послідовна телекомунікаційна мережа, що зв'язує територіально розподілені датчики, виконавчі механізми, промислові контролери і використовується в промисловій автоматизації для побудови єдиного інформаційного і керуючого середовища, котре об’єднує інтелектуальні технологічні пристрої і контролери цехового рівня. 
Описується стандартом IEC 61158. Термін польова шина є дослівним перекладом англійського терміна англ. fieldbus. Термін промислова мережа є точнішим перекладом і саме він використовується в професійній технічній літературі.

## Історія
Хоча технологія промислових мереж з'явилась в кінці 80-х років минулого століття, розвиток міжнародного стандарту зайняв ще багато років. У 1999, Комітет стандартів SC65C/WG6 Міжнародної Електротехнічної Комісії (IEC)  провів засідання, щоб вирішити розбіжності у стандарті fieldbus. Результат цієї зустрічі був початковою формою стандарту IEC 61158 з вісьмома різними протоколами, що фігурували під  назвою "Типи" як зазначено нижче
- Тип 1 Foundation Fieldbus H1
- Тип 2 ControlNet
- Тип 3 PROFIBUS
- Тип 4 P-Net
- Тип 5 FOUNDATION Fieldbus HSE (High Speed Ethernet)
- Тип 6 SwiftNet (протокол, розвинений для фірми Boeing)
- Тип 7 WorldFIP
- Тип 8 Interbus

Ця перша спроба стандартизації проведена в ЄЕС, зосереджувалася менше на спільності і ставила основною метою усунення обмежень для свободи торгівлі між країнами. Проблеми забезпечення сумісності кожного з типів залишились. Як тільки цей "8-головий монстр" був схвалений, IEC роботу над розвитком стандартів припинено і комітет був розпущений. Новий комітет IEC SC65C/MT-9 був сформований, щоб вирішити конфлікти у формі і змісті в межах більше ніж 4000 сторінок стандарту IEC 61158. Робота над типами вище вказаних протоколів завершилась.

## Найпоширеніші стандарти
Існує широкий спектр шин, що базуються на стандартах. До найпоширеніших відносяться:
- AS-Interface завадозахищена мережа для дискретних давачів малої продуктивності;
- CAN промислова мережа для автоматизації транспорту і машинобудування;
- HART мережа для роботи з інтелектуальними давачами та приладами;
- Промисловий Ethernet, що може будуватись на протоколах шин:

Interbus
LonWorks
Modbus
Profibus
BITBUS
CompuBus
SafetyBUS p

## Основні характеристики
Різні стандарти промислових шин пропонують різні набори функцій і мають різну продуктивність. Важко зробити загальне порівняння по продуктивності польових шин через принципову відмінність у методології передачі даних. У порівняльній таблиці нижче це просто відзначено, що шина має тривалість циклу оновлення даних мілісекундну або меншу від мілісекунди.
| Польова шина       | Забезпечення живлення | Надлишковість кабелів | Макс. кількість пристроїв | Синхронізація | Трив. циклу менше 1 мс |
| ------------------ | --------------------- | --------------------- | ------------------------- | ------------- | ---------------------- |
| AS-Interface       | Так                   | Ні                    | 62                        | Ні            | Ні                     |
| CANOpen            | Ні                    | Ні                    | 127                       | Так           | Ні                     |
| ControlNet         | Ні                    | Так                   | 99                        | Ні            | Ні                     |
| CC-Link            | Ні                    | Ні                    | 64                        | Ні            | Ні                     |
| DeviceNet          | Так                   | Ні                    | 64                        | Ні            | Ні                     |
| EtherCAT           | Ні                    | Так                   | 65536                     | Так           | Так                    |
| Ethernet Powerlink | Ні                    | Опційно               | 240                       | Так           | Так                    |
| EtherNet/IP        | Ні                    | Опційно               | Без обмежень              | У розробці    | Ні                     |
| Interbus           | Ні                    | Ні                    | 511                       | Ні            | Ні                     |
| LonWorks           | Ні                    | Ні                    | 32000                     | Ні            | Ні                     |
| Modbus             | Ні                    | Ні                    | 246                       | Ні            | Ні                     |
| Profibus DP        | Ні                    | Так                   | 126                       | Так           | Так                    |
| Profibus PA        | Так                   | Ні                    | 126                       | Ні            | Ні                     |
| PROFINET IO        | Ні                    | Опційно               | Без обмежень              | Ні            | Ні                     |
| PROFINET IRT       | Ні                    | Опційно               | Без обмежень              | Так           | Так                    |
| SERCOS III         | Ні                    | Так                   | 511                       | Так           | Так                    |
| SERCOS interface   | Ні                    | Ні                    | 254                       | Так           | Так                    |
| Польова шина       | Забезпечення живлення | Надлишковість кабелів | Max кількість пристроїв   | Синхронізація | Трив.циклу менше 1 мс  |

## Застосування
Пристрої використовують мережу для:
- передачі даних, між датчиками, контролерами і виконавчими механізмами;
- діагностики і віддаленого конфігурування датчиків і виконавчих механізмів;
- калібрування датчиків;
- живлення датчиків і виконавчих механізмів;
- передачі даних між датчиками і виконавчими механізмами оминаючи центральний контролер;
- зв'язку між датчиками, виконавчими механізмами, програмованими логічними контролерами і АСУ ТП верхнього рівня;
- зв'язку між контролерами і системами людино-машинного інтерфейсу (SCADA).

У промислових мережах для передачі даних застосовують:
- електричні кабелі типу вита пара;
- волоконно-оптичні лінії;
- безпровідний зв'язок (радіомодеми і Wi-Fi).

Промислові мережі можуть взаємодіяти із звичайними комп'ютерними мережами, зокрема використовувати глобальну мережу Internet та її протоколи передачі даних.